# Danthoniopsis pruinosa
Danthoniopsis pruinosa là một loài thực vật có hoa trong họ Hòa thảo. Loài này được C.E.Hubb. mô tả khoa học đầu tiên năm 1934.